# Nous croyons
Nous croyons (en espagnol : Creemos) est une coalition politique bolivienne fondée par Luis Fernando Camacho.
Il s'agit d'une coalition formée par l'Unité civique de solidarité (UCS), le Parti démocrate-chrétien (PDC) et quelques autres plus petits partis en vue des élections générales boliviennes de 2020.
La coalition défend une position radicale sur la recherche d'un fédéralisme pour la Bolivie. D'autres positions comprennent un libéralisme économique et la défense des valeurs catholiques (y compris des positions homophobes et pro-vie),. Son influence dans la vie politique bolivienne se limite principalement au département de Santa Cruz.

## Histoire
La coalition est créée le 23 janvier 2020 et est composée principalement de l'opposition au gouvernement en place chrétienne et conservatrice. Elle a pour but de soutenir la candidature de Luis Fernando Camacho à la vice-présidence et de Marco Pumari (es) à la présidence en vue des élections générales boliviennes de 2020.
Le directeur de campagne du binôme, Enrique Bruno a fait valoir que cette alliance a pour objectif de « renforcer la démocratie qui est le mandat donné par le peuple bolivien et qui découle de la lutte qui a eu lieu dans la rue », en référence à la crise post-électorale bolivienne de 2019.
Creemos dépose en juillet 2020 une demande formelle d’interdiction du Mouvement vers le socialisme  MAS devant les autorités électorales.
Lors des élections générales de 2020, Camacho et Pumari arrivent à la troisième place avec 13,97 % des suffrages, leur permettant d'obtenir une représentation au sein des deux chambres de l'Assemblée législative plurinationale.

## Résultats électoraux

### Élections générales
| Année | Candidat              | 1er tour | 1er tour | 1er tour | Chambre  | Sénat  |
| Année | Candidat              | Voix     | %        | Rang     | Sièges   | Sièges |
| ----- | --------------------- | -------- | -------- | -------- | -------- | ------ |
| 2020  | Luis Fernando Camacho | 862 184  | 13,97    | 3e       | 16 / 130 | 4 / 36 |